# Безъядерная планета
Безъядерная планета — гипотетическая разновидность планет земной группы, у представителей которой полностью отсутствует металлическое ядро. Вся планета (или её твёрдая часть) в таком случае по умолчанию состоит только из огромной мантии.

## Формирование
В соответствии с современными моделями планета, лишённая металлического ядра, может образоваться двумя способами.
- Всё железо, содержащееся в планете, связывается с помощью хондритов, с образованием соответствующих минералов. Подходящие для этого условия возникают, если планета находится далеко от своей звезды, где прохладнее.
- При большом количестве свободной воды и свободного железа. При остывании планеты железо реагирует с водой, выделяя оксиды железа и водород. В конечном итоге железо не сможет остаться в несвязанном виде и опуститься к ядру, и останется в мантии.

## Характеристики
Так как безъядерная планета лишена ядра, она будет лишена и магнитного поля. Кроме того, она должна быть немного больше ядросодержащей. Но на нынешнем этапе исследований экзопланет различить безъядерную и ядросодержащую планеты невозможно.